# Parsons Chamäleon
Parsons Chamäleon (Calumma parsonii) gehört mit einer Gesamtlänge bis zu 70 Zentimeter zu den größten Vertretern der Familie Chamaeleonidae und gehört zur Gattung Calumma.

## Verbreitung und Lebensraum

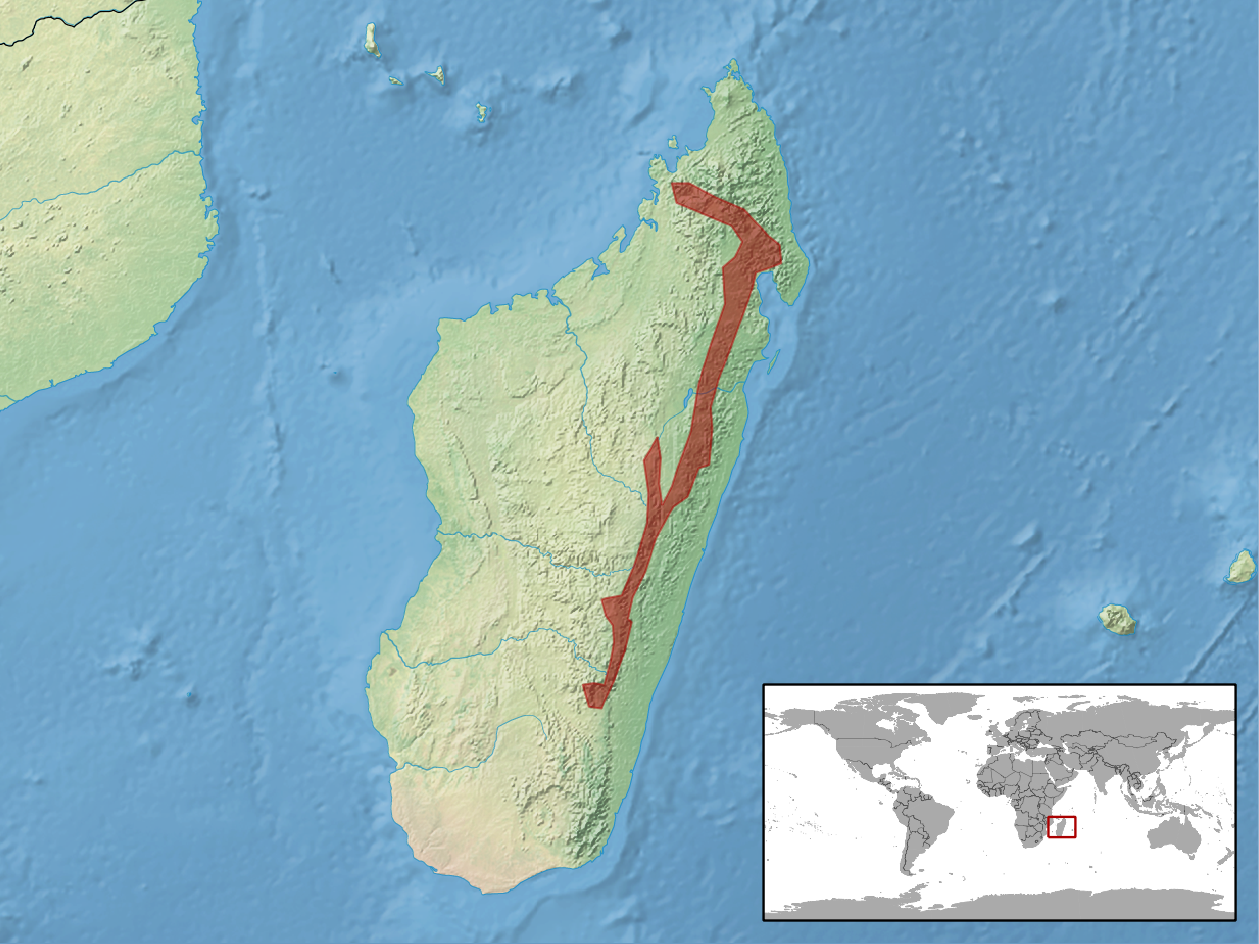
Verbreitungsgebiet des Parsons Chamäleons (rot)

Parsons Chamäleon lebt ausschließlich im Norden und Osten Madagaskars, speziell auf der Insel Sainte Marie. Sein Lebensraum sind die dicht bewaldeten Baumkronen der Regenwälder ab einer Höhe von ca. 5 Meter.

## Merkmale
Es sind zwei Unterarten bekannt. Das weit verbreitete Calumma p. parsonii (Cuvier, 1824) erreicht eine Länge bis zu 68 Zentimeter und hat keinen Rückenkamm. Calumma p. cristifer (Methuen & Hewitt, 1913) aus der Nähe von Andasibe erreicht hingegen nur 47 Zentimeter. Jedoch besitzt diese Unterart einen kleinen Rückenkamm. Bei beiden Unterarten sind die Männchen größer als die Weibchen.
Von Calumma p. parsonii sind unterschiedliche Farbvarianten bekannt. Es ist jedoch nicht geklärt, ob es Morphe oder neue Unterarten sind. Derzeit geht man davon aus, dass es sich um Morphe handelt. Folgende Varianten sind bekannt:
- “Orange Eye” oder “White-lipped”: Hier ist das Männchen relativ klein und grün oder türkis gefärbt. Das Augenlid ist auffallend gelb oder orange.

- “Yellow Lip”: Das Männchen ist etwas größer und hauptsächlich grün bis türkis gefärbt. Außerdem besitzt es um den Mund einen gelben Rand.

- “Yellow Giant”: Das Männchen sehr groß und gelb gefärbt.

- “Green Giant”: Das Männchen ist grün gefärbt.

## Verhalten und Lebensweise

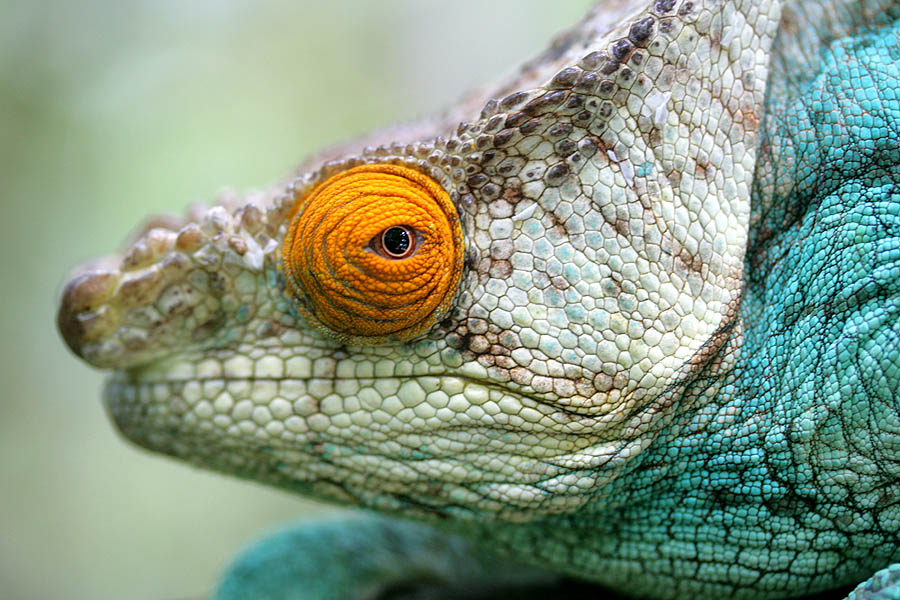
Detailaufnahme

### Ernährung
Parsons Chamäleons jagen tagsüber auf Bäumen nach Insekten und kleinen Wirbeltieren.

### Fortpflanzung
Das Weibchen vergräbt 20 bis 38 Eier ca. 30 Zentimeter tief im Boden. Nach 400 bis 520 Tagen schlüpfen die Jungtiere. Außerhalb der Brutsaison lebt Parsons Chamäleon einzelgängerisch.

## Schutzstatus
Parsons Chamäleon besitzt den Schutzstatus des Washingtoner Artenschutz-Übereinkommens II. Die IUCN stuft die Art als „potentiell gefährdet“ (near threatened) ein.